# TBCビッグロードレース
TBCビッグロードレース（ティービーシーびっぐろーどれーす、英: TBC Big Roadrace）は、宮城県・スポーツランドSUGOで1977年から1997年まで開催されたオートバイ・ロードレース大会。
東北放送の主催・後援により21年に渡って開催された。

## 概要

### 開催までの経緯

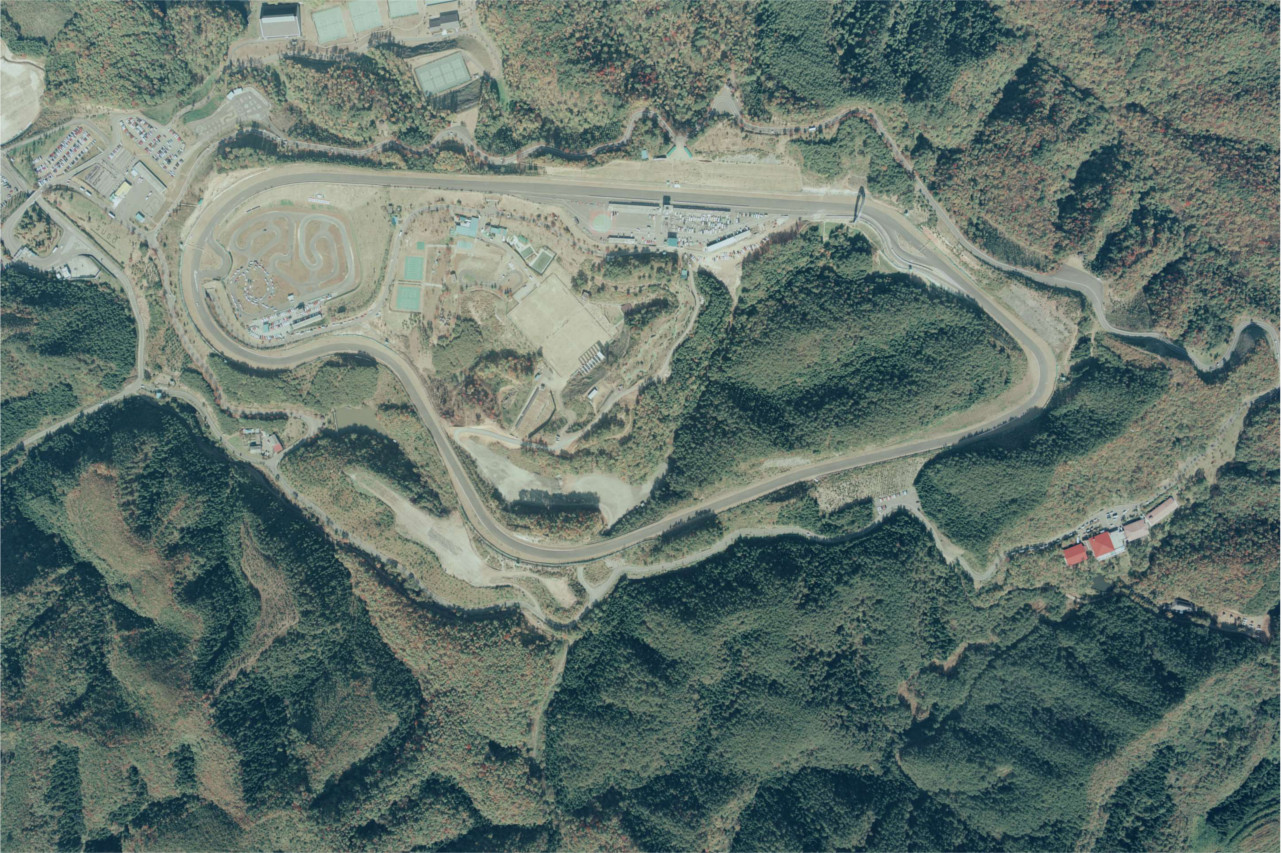
1986年まで使用された旧コースレイアウト（コース長 2.660 kｍ）

1975年5月に総合レジャー施設としてオープンしたスポーツランドSUGOでは、それまでサマー・フェスティバル・イン・SUGOと題したカートレースやモトクロス、歌手を招いての野外コンサート、キャンプイベントなどを集めた夏休みの催しが行なわれていたが、地元放送局である東北放送(以下 TBC、1952年4月放送開始) の開局25周年を記念して国際的なイベント開催の機運が高まり、TBCの主催により1977年5月に『第1回TBC杯ビッグロードレース』が開催された。国内2輪レースではこれまでに例がない総額500万円という賞金が公表され、「新しいレース環境を作り出す」ことも大会の開催意義とされた。

### 特色
当初は春と秋の年2回開催。MFJが主催する「全日本ロードレース選手権」には含まれていない独立したイベントとして開催された。カテゴリーはフォーミュラ750レギュレーションを採用し、「日本初のF750（501ccから750cc）だけのレース」として開催された（全日本では350ccから750ccの混走でレースが行なわれていた）。
大会方式は決勝レースが2ヒート制で行なわれ、各ヒートの結果に対して与えられるポイントの合計で総合順位が争われるなど、全日本選手権とは異なるフォーマットで行われた。1978年の第3回大会からはヤマハが契約する海外の有力ライダーを積極的に大会に参加させる方針を採り、日本でのWGP（現MotoGP）開催が中断していた1986年大会までは、WGPライダーが日本のコースで走る姿を見ることができる数少ない機会だった。

### 大会の歴史
スポーツランドSUGOがヤマハ系列会社でありテストコースとして誕生したという経緯があり、ヤマハの契約ライダーである金谷秀夫、浅見貞男が初期の大会を制した。1978年以降はケニー・ロバーツ、パトリック・ポンス、ジョニー・チェコット、バリー・シーン、グレーム・クロスビーなど世界グランプリ (WGP)に参戦するヤマハ契約ライダーが招待選手として多く参戦し、1980年10月の第8回大会からはそれまでのF750レギュレーションからGP500マシンに規定変更されるなど、全日本選手権より一足早くWGPと同カテゴリーでのレース規格を導入。1981年からスタートした全日本選手権での500ccクラスは押しがけスタート方式だったが、それ以後もTBCビッグロードレースはクラッチスタートを採用し続けるなど独自性も継続されていた。1981年10月の第9回大会からは年に一度秋に開催される形式となった。
1982年の第10回大会は、これまでヤマハだけでなく日本の二輪レース界をけん引してきた金谷秀夫の引退レースとなり、決勝レース終了後にスタンドの観衆の前で引退式が行なわれた。翌1983年もケニー・ロバーツのGP500引退レースとなった。1984年はこの年のWGP500チャンピオンを獲得したエディ・ローソン（マールボロ・ヤマハ）が大会を制覇し、同年WGP250ccクラスに参戦していたウェイン・レイニーがローソンのチームメイトとして500ccマシンでのデビューレースとなった。
1986年からは、それまでの決勝2ヒート制から1ヒート制に変更され、同年はエディ・ローソン（500cc）、クリスチャン・サロン（TT-F1）の招聘や、WGP最終戦サンマリノのGP250で優勝を果たした平忠彦の凱旋レースだったこともあり4万人の観衆を集めた。
1987年の第15回大会は、SUGOのコースレイアウトが大改修によりリニューアル後の初開催であった。また、この年より全日本選手権のシリーズ戦に組み込まれての開催となった。1991年から3年間は大会冠スポンサーにラッキーストライクが付いたことで、当時同ブランドがタイトルスポンサーとなっていたスズキWGPチームのケビン・シュワンツ、ニール・マッケンジー、ディディエ・デ・ラディゲス、ダグ・チャンドラー、アレックス・バロスが参戦した。
GP500ccクラスの開催が全日本選手権では1993年シーズンをもって終了となり、1994年はTBCビッグロードレースが開催されなかった。1995年からは全日本選手権の最終戦となる「MFJグランプリ」と併催の形で500ccクラスをTBCビッグロードレースとして開催。WGP500にフル参戦していた伊藤真一、岡田忠之、阿部典史が日本で走りを披露する機会となった。
1997年（第24回大会）は現役のWGP500ワールドチャンピオンであり、3年連続での出場となるミック・ドゥーハン（レプソル・ホンダ）が独走で制覇し、TBCビッグロードレース最後の優勝者となった。

## レース結果
| 大会数 | 年     | 決勝日   | クラス | 優勝ライダー (マシン)                  | 2位                    | 3位                  |
| ------ | ------ | -------- | ------ | -------------------------------------- | ---------------------- | -------------------- |
| 第1回  | 1977年 | 5月1日   | F750   | 金谷秀夫 (ヤマハ・TZ750D)              | 毛利良一               | 上野真一             |
| 第2回  | 1977年 | 10月23日 | F750   | 浅見貞男 (ヤマハ・TZ750D)              | 上野真一               | 石井康夫             |
| 第3回  | 1978年 | 5月3日   | F750   | ウォーレン・ウィリング (ヤマハ・TZ750) | マレー・セイル         | 杉本五十洋           |
| 第4回  | 1978年 | 10月22日 | F750   | ジョニー・チェコット (ヤマハ・YZR750)  | クリスチャン・サロン   | 上野真一             |
| 第5回  | 1979年 | 5月3日   | F750   | グレッグ・プリティ (ヤマハ・TZ750)     | 水谷勝                 | 金谷秀夫             |
| 第6回  | 1979年 | 10月21日 | F750   | ケニー・ロバーツ (ヤマハ・YZR750)      | 金谷秀夫               | ミシェル・フルチ     |
| 第7回  | 1980年 | 5月3日   | F750   | 高井幾次郎 (ヤマハ・YZR750)            | 金谷秀夫               | 木下恵司             |
| 第8回  | 1980年 | 10月19日 | GP500  | 高井幾次郎 (ヤマハ・TZ500)             | 金谷秀夫               | 木下恵司             |
| 第9回  | 1981年 | 10月4日  | GP500  | ケニー・ロバーツ (ヤマハ・TZ500)       | 高井幾次郎             | 木下恵司             |
| 第10回 | 1982年 | 10月10日 | GP500  | ケニー・ロバーツ (ヤマハ・YZR500)      | 木下恵司               | 金谷秀夫             |
| 第11回 | 1983年 | 10月9日  | GP500  | ケニー・ロバーツ (ヤマハ・YZR500)      | 浅見貞男               | 河崎裕之             |
| 第12回 | 1984年 | 10月7日  | GP500  | エディ・ローソン (ヤマハ・YZR500)      | 平忠彦                 | 河崎裕之             |
| 第13回 | 1985年 | 10月6日  | GP500  | エディ・ローソン (ヤマハ・YZR500)      | 長谷川嘉久             | 木下恵司             |
| 第13回 | 1985年 | 10月6日  | TT F3  | 山本陽一 (ホンダ・RVF400)              | 辻本聡                 | 太田浩一             |
| 第14回 | 1986年 | 10月5日  | GP500  | 平忠彦 (ヤマハ・YZR500)                | エディ・ローソン       | ランディ・マモラ     |
| 第14回 | 1986年 | 10月5日  | TT F1  | クリスチャン・サロン (ヤマハ・YZF750)  | ケビン・マギー         | 宮崎祥司             |
| 第15回 | 1987年 | 10月18日 | GP500  | エディ・ローソン (ヤマハ・YZR500)      | 藤原儀彦               | 平忠彦               |
| 第15回 | 1987年 | 10月18日 | TT F1  | 町井邦生 (ヤマハ・YZF750)              | 宗和孝宏               | 篠崎勝則             |
| 第16回 | 1988年 | 10月9日  | GP500  | 平忠彦 (ヤマハ・YZR500)                | クリスチャン・サロン   | 藤原儀彦             |
| 第16回 | 1988年 | 10月9日  | TT F1  | マイケル・ドゥーハン (ヤマハ・YZF750)  | ダグ・ポーレン         | 宮崎祥司             |
| 第16回 | 1988年 | 10月9日  | TT F3  | ジョン・コシンスキー (ヤマハ・YZF400)  | 塩森俊伸               | 田口益充             |
| 第17回 | 1989年 | 10月15日 | GP500  | ウェイン・レイニー (ヤマハ・YZR500)    | ケビン・マギー         | 平忠彦               |
| 第18回 | 1990年 | 10月7日  | GP500  | ケビン・シュワンツ (スズキ・RGV-Γ500)  | ニール・マッケンジー   | 藤原儀彦             |
| 第19回 | 1991年 | 10月6日  | GP500  | ダリル・ビーティー (ホンダ・NSR500)    | ピーター・ゴダード     | マイケル・ドゥーハン |
| 第20回 | 1992年 | 10月11日 | GP500  | アレックス・バロス (スズキ・RGV-Γ500)  | 辻本聡                 | 本間利彦             |
| 第21回 | 1993年 | 10月10日 | GP500  | アレックス・バロス (スズキ・RGV-Γ500)  | 伊藤真一               | 阿部典史             |
| 第22回 | 1995年 | 10月22日 | GP500  | ミック・ドゥーハン (ホンダ・NSR500)    | 伊藤真一               | 岡田忠之             |
| 第23回 | 1996年 | 11月3日  | GP500  | 岡田忠之 (ホンダ・NSR500V)             | アレックス・クリビーレ | 青木宣篤             |
| 第24回 | 1997年 | 11月2日  | GP500  | ミック・ドゥーハン (ホンダ・NSR500)    | 岡田忠之               | 藤原儀彦             |

## テレビ放映
- 東北放送 (TBC) をキーステーションに宮城、関東、名古屋、静岡、大阪、広島、福岡の8局に全国ネットで放映された。1980年代はレース当日ではなく、翌週や約1か月後に録画放映される場合もあった。